# Ricardo Santana (atleta)
Ricardo Santana es un deportista venezolano que compitió en atletismo adaptado. Ganó cinco medallas en los Juegos Paralímpicos de Verano entre los años 2000 y 2008.

## Palmarés internacional
| Juegos Paralímpicos | Juegos Paralímpicos | Juegos Paralímpicos | Juegos Paralímpicos |
| Año                 | Lugar               | Medalla             | Prueba              |
| ------------------- | ------------------- | ------------------- | ------------------- |
| 2000                | Sídney (Australia)  | Medalla de bronce   | 200 m T13           |
| 2004                | Atenas (Grecia)     | Medalla de plata    | 100 m T12           |
| 2004                | Atenas (Grecia)     | Medalla de bronce   | 200 m T12           |
| 2004                | Atenas (Grecia)     | Medalla de bronce   | 4 × 100 m T11-13    |
| 2008                | Pekín (China)       | Medalla de plata    | 4 × 100 m T11-13    |